# Chiesa dei Servi di Maria (Budapest)
La chiesa dei Servi di Maria è un luogo di culto situato nel quartiere di Pest, a Budapest. La chiesa barocca fu costruita tra il 1725 e il 1732 su progetto di János Hölbling e György Pauer per l'Ordine dei Serviti. Nel 1871, la facciata fu ricostruita e la torre coperta da un nuovo tetto, progettato da József Deischer.
Sopra l'ingresso si possono ammirare le figure di San Pellegrino, Sant'Anna, San Filippo e Sant'Agostino. Sulla destra è presente un bassorilievo dedicato agli erio del Settimo reggimento ussaro morti nella prima guerra mondiale, opera di János Istók.